# Cercapersones

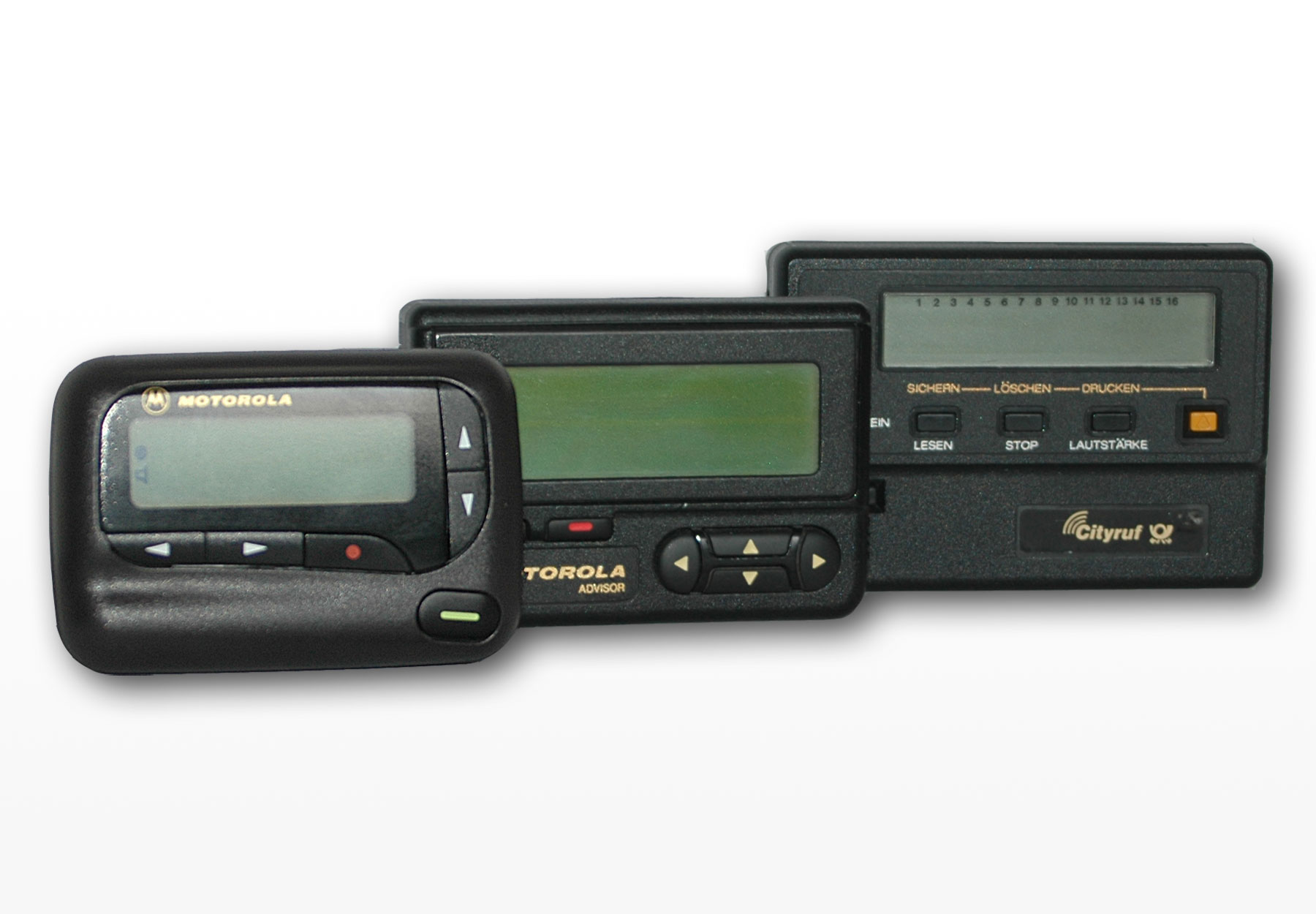
cercapersones

Un cercapersones o buscapersones (en anglès pager o beeper) és un dispositiu de telecomunicacions molt simple que permet rebre missatges de text curt. Per exemple, un cercapersones unidireccional només rep missatges numèrics, com ara el número d'un telèfon amb el qual s'espera que l'usuari contacti. Hi ha altres models que poden rebre missatges alfanumèrics, així com missatges bidireccionals que tenen l'habilitat d'enviar i rebre correu electrònic, pàgines numèriques i servei de missatges curts. Va ser inventat per multitone Electronics el 1956 per a l'Hospital de Saint Thomas de Londres amb la funció d'alertar als doctors dels serveis d'urgència.

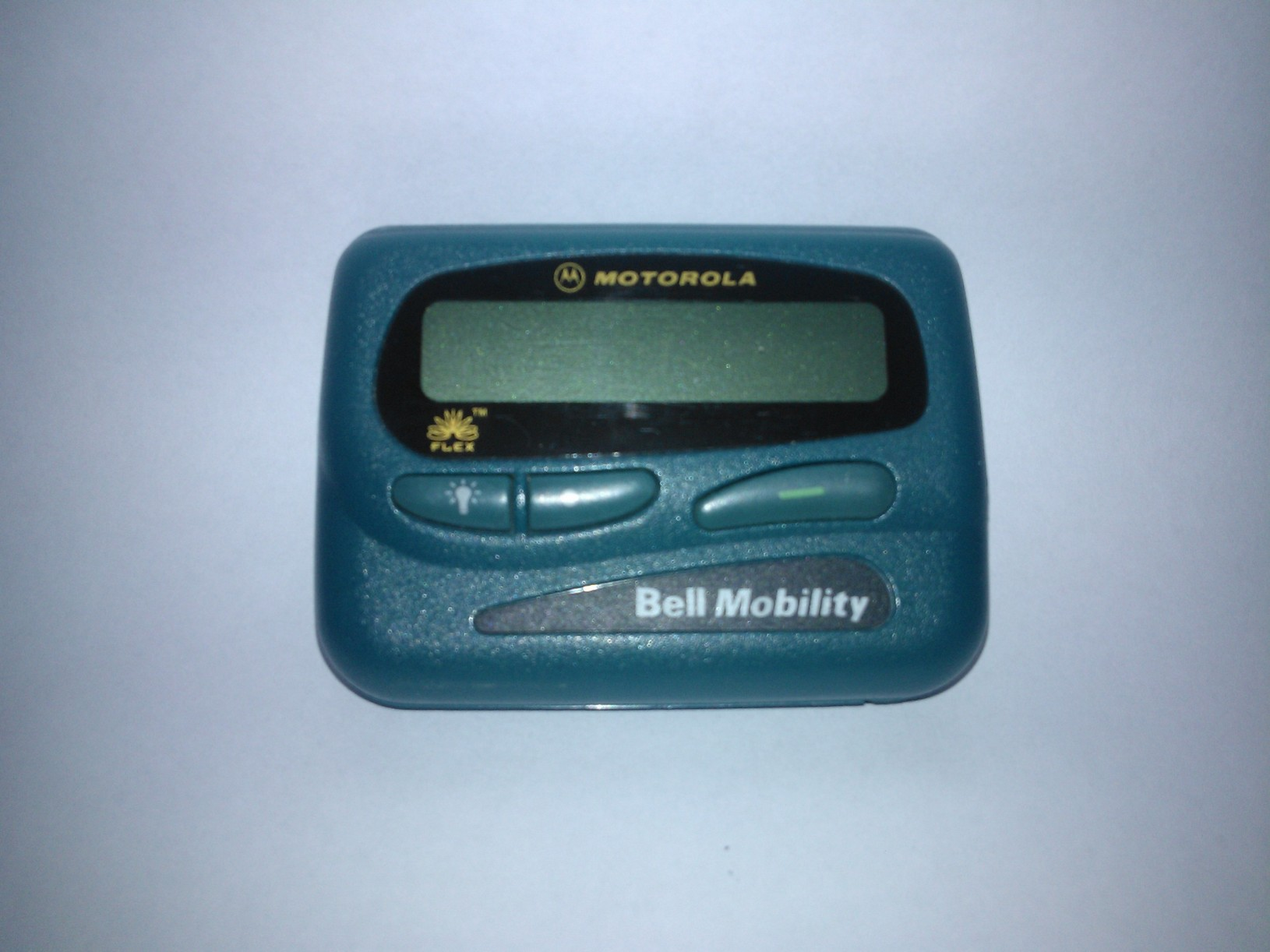
Cercapersones numèric, marca Motorola.

Un cercapersones generalment és un dispositiu molt senzill que inclou una pantalla de cristall líquid, un avís per vibració o sonor i botons de control. Els aparells utilitzen senyals ràdio per enllaçar un centre de control de trucades amb el destinatari, la qual cosa els fa més segurs que les xarxes de telefonia mòbil/cel·lular. Sobretot a l'hora d'enviar missatges a zones sense cobertura, ja sigui a causa d'interferències, per les ombres produïdes per la geografia o perquè estan en l'interior d'edificis. Aquest tipus d'aparells són anteriors a la tecnologia de la telefonia mòbil, i varen aconseguir la seva màxima popularitat durant els anys vuitanta i noranta del segle xx. Els protocols més comuns que fan servir aquests aparells són TAP, FLEX, REFLEX, POCSAG, Golay, Ermes i NTT. Els més ràpids usen Two-tone i 5/6-tone.
El 17 de setembre de 2024 els cercapersones de Hezbol·là al Líban i Síria van ser piratejats i detonats en un atac coordinat per Israel, causant la mort de vuit persones, i 2.750 ferits, 200 d'ells greus.

## Història

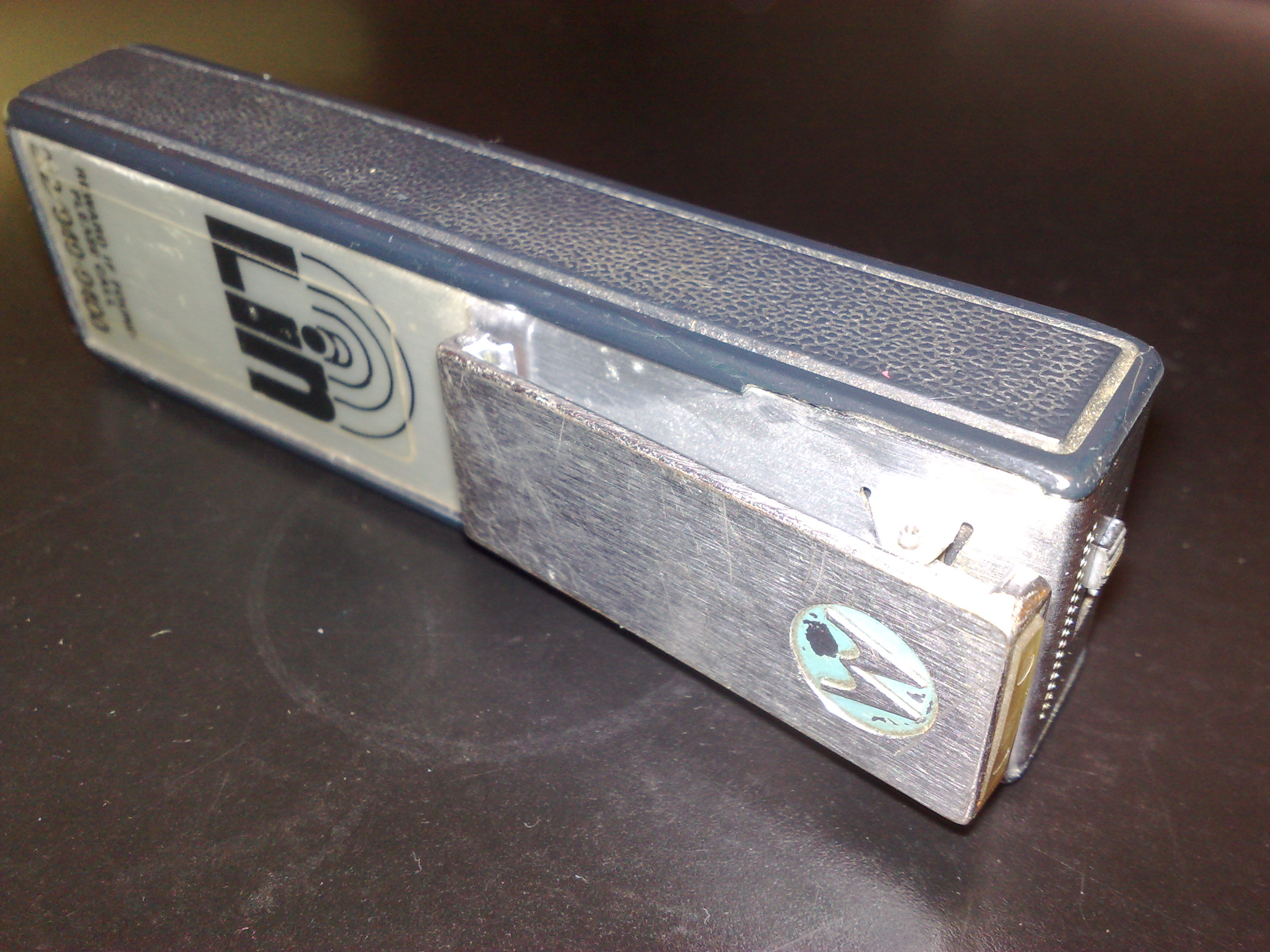
Motorola "beeper" original, dècada del 1970.

L'antecessor més antic del cercapersones és un dispositiu creat el 1921 per al Departament de Policia de Detroit, però no seria sinó el 1949 quan va ser inventat i patentat el primer cercapersones telefònic per l'inventor Al Gross i els seus primers equips van ser usats per l'Hospital Jueu de Nova York. També va ser desenvolupat un dispositiu similar per l'empresa anglesa Multitone Electronics el 1956 per a l'Hospital de Saint Thomas de Londres amb la funció d'alertar els doctors dels serveis d'urgència. Tot i això, no seria fins al 1958 quan l'ens regulador de les comunicacions als Estats Units, Comissió Federal de Comunicacions (FCC), va aprovar el seu ús per al públic. El terme pager va començar a utilitzar-se als Estats Units quan l'empresa Motorola va presentar un producte de telecomunicacions personal que va anomenar així. El primer d'aquests dispositius reeixits al territori nord-americà va ser el "Pageboy I" introduït per aquesta empresa el 1974, encara que no tenia pantalla i emmagatzematge de missatges. Anys després, els fabricants van adoptar el terme en anglès de beeper per als cercapersones s per raó del seu so perquè fan un "beep" en rebre un missatge.
La FCC va aprovar dues bandes de freqüències per a l'operació dels cercapersones s: 152,0075 i 157,450 MHz. En canvi, en alguns països llatinoamericans com Equador i Veneçuela es va aprovar l'ús de les bandes de 470 a 472 MHz i 482 a 488 MHz per al servei unidireccional de cercapersones i les bandes de 901-902 MHz, 929-932 MHz i 940- 941 MHz per al servei en una i dues direccions.

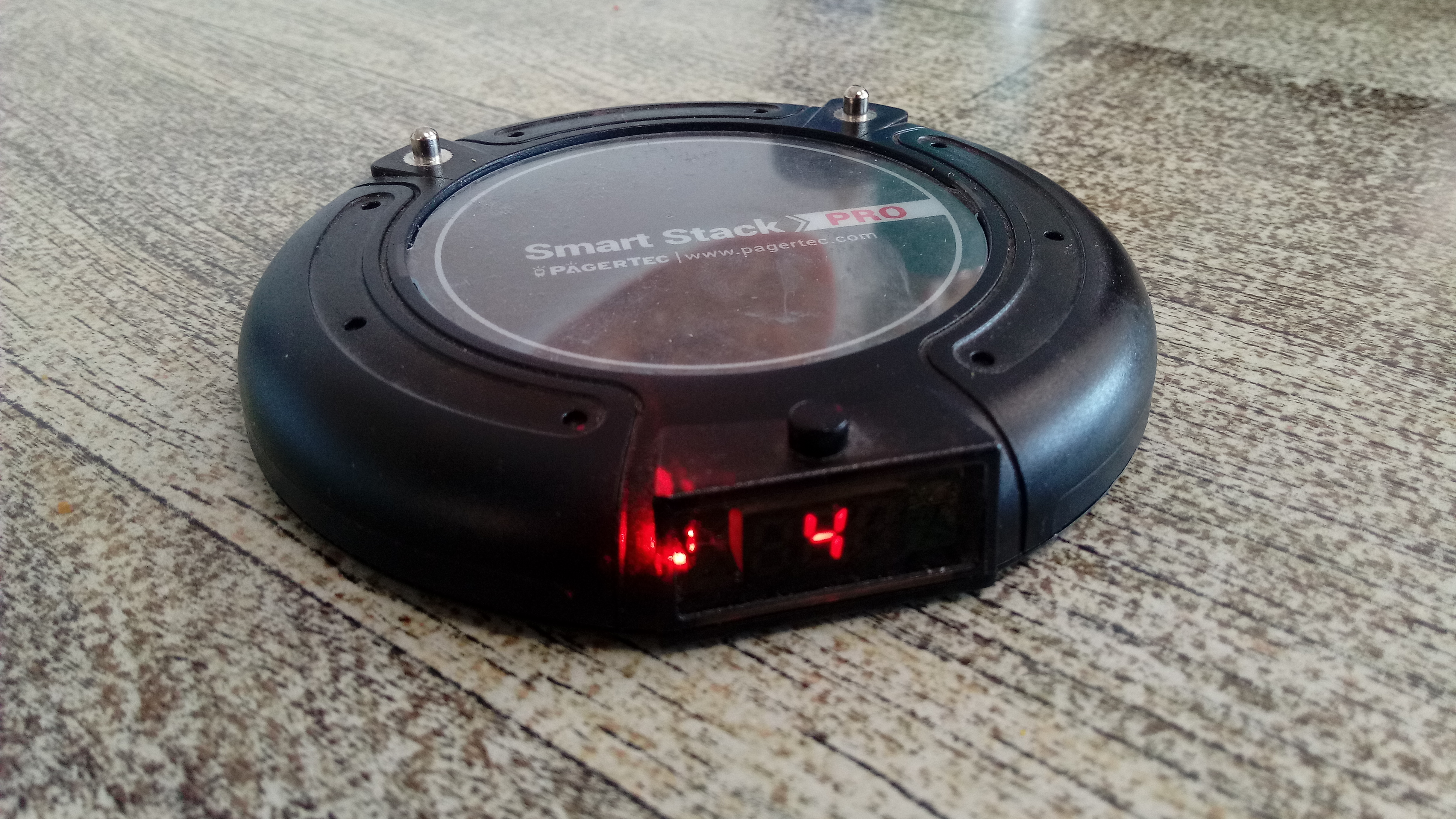
Un localitzador de restaurant que avisa als clients

Els buscapersones de restaurants continuen en un ús generalitzat des dels anys 2000. Els clients reben un receptor portàtil que normalment vibra, parpelleja o sona quan una taula queda lliure o quan el menjar està llest. Els buscapersones han estat populars entre els observadors d'ocells a la Gran Bretanya i Irlanda des de 1991, amb les empreses Rare Bird Alert i Birdnet Information que ofereixen notícies d'aus rares enviades als buscapersones que venen.
Els atemptats de Londres de 2005 van provocar una sobrecàrrega dels sistemes TETRA per part dels serveis d'emergència i van demostrar que els buscapersones, amb la seva absència de necessitat de transmetre un reconeixement abans de mostrar el missatge, i la capacitat relacionada per operar a nivells de senyal molt baixos, no estan completament superats pels seus successors. Els bombers voluntaris, els paramèdics de l'EMS i els membres de l'equip de rescat solen portar cercapersones per avisar-los de les trucades d'emergència del seu departament. Aquests buscapersones reben un to especial d'una freqüència de ràdio del cos de bombers.

## Funcionament

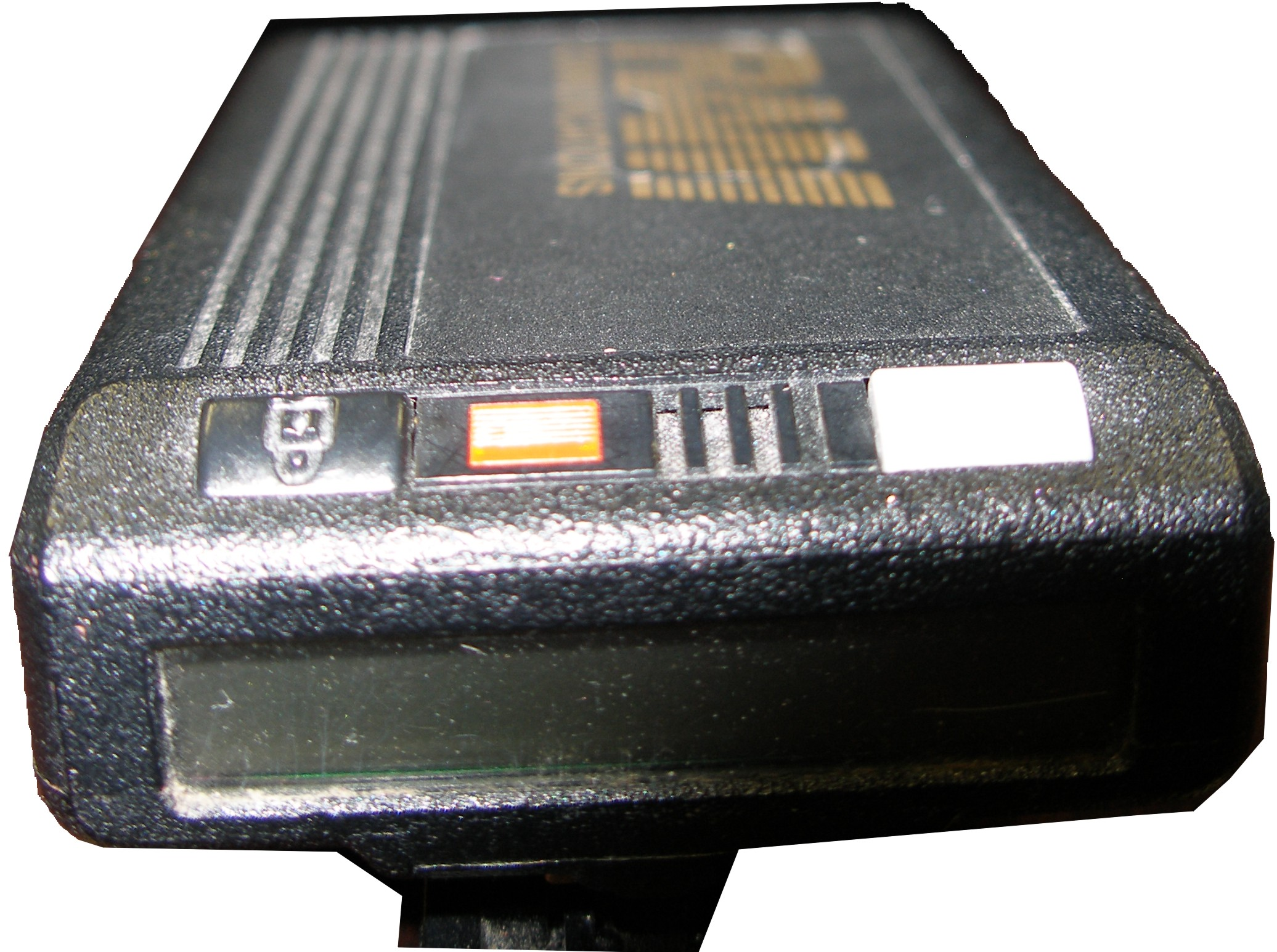
La part superior d'un cercapersones numèric "Bravo" de Motorola

Els sistemes de paginació admeten diversos protocols de connexió directa populars, com ara TAP, TNPP, SNPP i WCTP, així com protocols propietaris basats en mòdems. A més a més, les organitzacions sovint integren sistemes de paginació amb els seus sistemes de correu de veu i PBX, connectant conceptualment paginadors a una extensió telefònica i configuren portals web per integrar paginadors en altres parts de la seva empresa. Un sistema de cercapersones alerta un buscapersones (o un grup de buscapersones) mitjançant la transmissió d'informació a través d'un canal de radiofreqüència, inclosa una adreça i informació del missatge. Aquesta informació es formata mitjançant un protocol de paginació, com ara 2 tons, 5/6 tons, GOLAY, POCSAG, FLEX, ERMES o NTT. Els cercapersones bidireccionals i els cercapersones de resposta solen utilitzar el protocol ReFLEX.
Els sistemes moderns solen fer servir diversos transmissors de base per modular el mateix senyal en el mateix canal de RF, un enfocament de disseny anomenat simulcast . Aquest tipus de disseny permet als buscapersones seleccionar el senyal més fort de diversos transmissors candidats mitjançant la captura FM, i això millora el rendiment global del sistema. Els sistemes de transmissió simultània sovint utilitzen satèl·lit per distribuir informació idèntica a diversos transmissors i GPS a cada transmissor per cronometrar amb precisió la seva modulació en relació amb altres transmissors. La superposició de la cobertura, combinada amb l'ús de comunicacions per satèl·lit, pot fer que els sistemes de paginació siguin més fiables que les xarxes cel·lulars terrestres en alguns casos, fins i tot durant desastres naturals i humans. Aquesta resiliència ha portat les agències de seguretat pública a adoptar buscapersones per sobre de serveis mòbils i altres serveis comercials per als missatges crítics.

## Característiques
Els cercapersones utilitzen freqüències més baixes que els telèfons mòbils: per tant, amb una potència determinada, un transmissor cobreix una àrea molt més gran que una cèl·lula d'una xarxa de telefonia mòbil. Per aquest motiu, els cercapersones  continuen sent útils, especialment per contactar amb el personal d'emergències (bombers, personal hospitalari, etc.).
Aquesta molt bona cobertura significa que un missatge sempre serà rebut pel destinatari. Tanmateix, en casos excepcionals, és possible que el missatge no arribi a la seva destinació. : si el receptor està fora de servei (bateria) o fora d'una àrea de cobertura. En aquest cas, res no ho indica a l'emissor, perquè el receptor no pot enviar un justificant de recepció a la xarxa i es perd el missatge. En aquest punt, malgrat la menor cobertura, els telèfons mòbils ofereixen l'avantatge de donar un justificant de recepció quan s'envia un SMS, i si el destinatari es troba fora de la xarxa, rebrà el seu missatge, text o veu, quan torni a estar en una zona coberta.

## Tipus

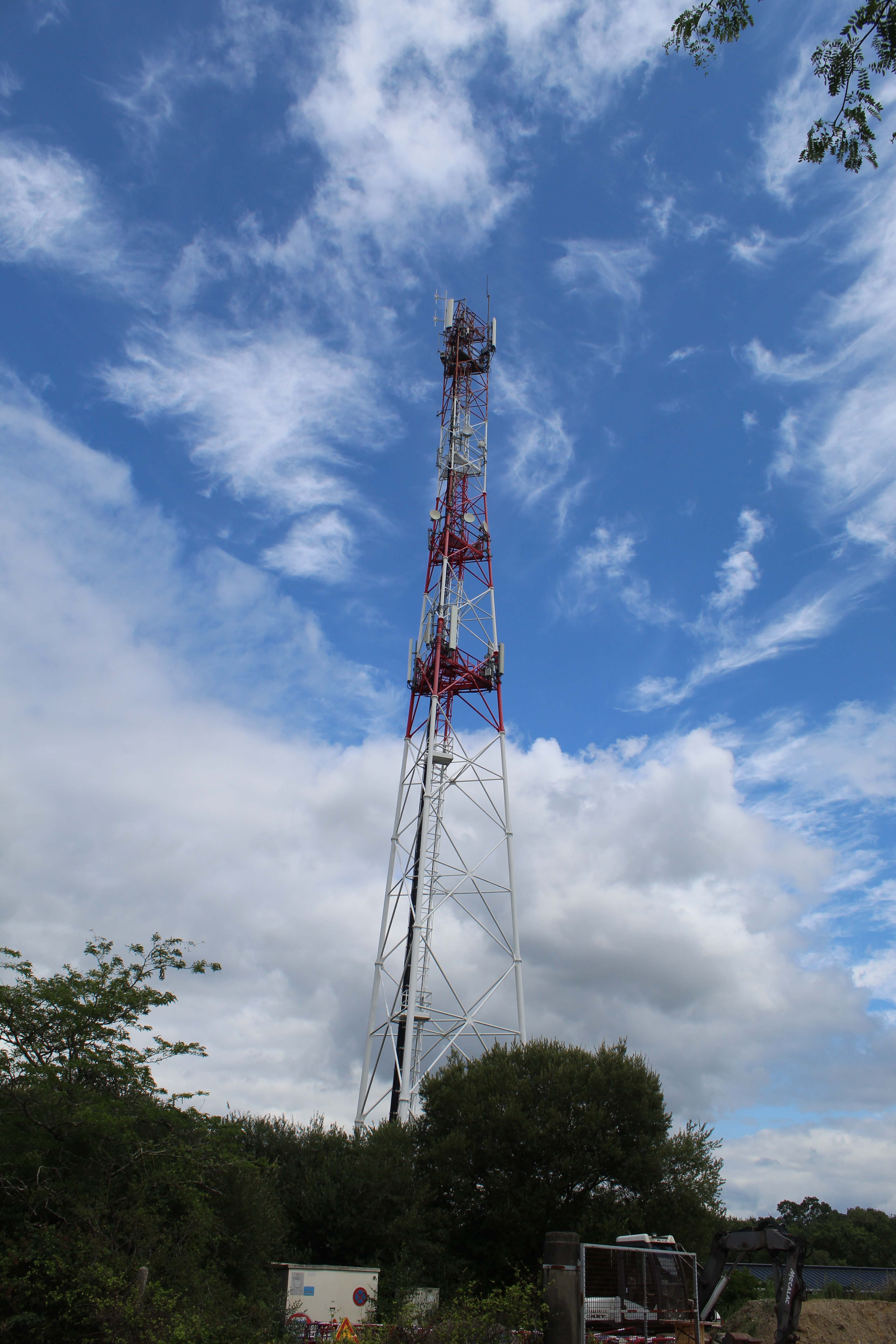
Torre de Challans (85) amb un transmissor UHF POCSAG.

Les característiques varien des de models molt barats i senzills mono-via fins a equips de comunicacions doble-via més complexos, que es divideixen en vuit categories principals.
Només to
Els cercapersones de només to són la forma més senzilla i menys costosa de paginació. Se'ls va anomenar beepers perquè originalment feien un so, però els actuals cercapersones d'aquesta categoria també utilitzen altres formes d'alerta. Alguns usen senyals d'àudio, altres s'il·luminen i alguns vibren, sovint es fa servir una combinació d'alguns d'ells. La majoria dels cercapersones de restaurants entren en aquesta categoria.
To/veu
Els cercapersones de to/veu permeten als usuaris escoltar un missatge de veu gravat quan es rep una alerta.
Numèrics
Els cercapersones numèrics contenen una pantalla LCD numèrica capaç de mostrar el número de telèfon de la trucada o altra informació numèrica, generalment de fins a 10 dígits. La pantalla també pot transmetre codis de cercapersones, un conjunt de codis numèrics corresponents a missatges predefinits.
Alfanumèrics
Els cercapersones alfanumèrics contenen una pantalla LCD més sofisticada capaç de mostrar text i icones. Aquests dispositius reben missatges de text, sovint per correu electrònic o connexió directa a la central de paginació. El remitent ha d'introduir un missatge, sigui numèric o textual o verbal. El cercapersones no registra automàticament el número del remitent; emet un so, però no es pot veure ni sentir cap missatge si no s'ha introduït prèviament.
De resposta
Els de resposta són cercapersones alfanumèrics equipats amb transmissors integrats, amb la capacitat de reconèixer/confirmar missatges. També permeten a l'usuari respondre missatges mitjançant una llista de respostes d'opció múltiple i iniciar missatges "preparats" a partir de llistes de missatges i adreces preprogramades. Aquests dispositius de vegades s'anomenen "papers d'1,5 vies" o "papers d'1,7 vies" segons les capacitats.
Bidireccionals
Els cercapersones bidireccionals són cercapersones de resposta amb teclat QWERTY integrat. Aquests cercapersones permeten a l'usuari respondre missatges, generar missatges i reenviar missatges mitjançant text de format lliure, així com respostes " preprogramades".
Mòdems unidireccionals
Els mòdems unidireccionals són controladors amb receptors de paginació integrats, que són capaços d'actuar localment en funció dels missatges i dades que reben.
Mòdems bidireccionals
Els mòdems bidireccionals tenen capacitats similars als mòdems unidireccionals. També poden confirmar missatges i transmetre els seus propis missatges i dades.

## Navtex

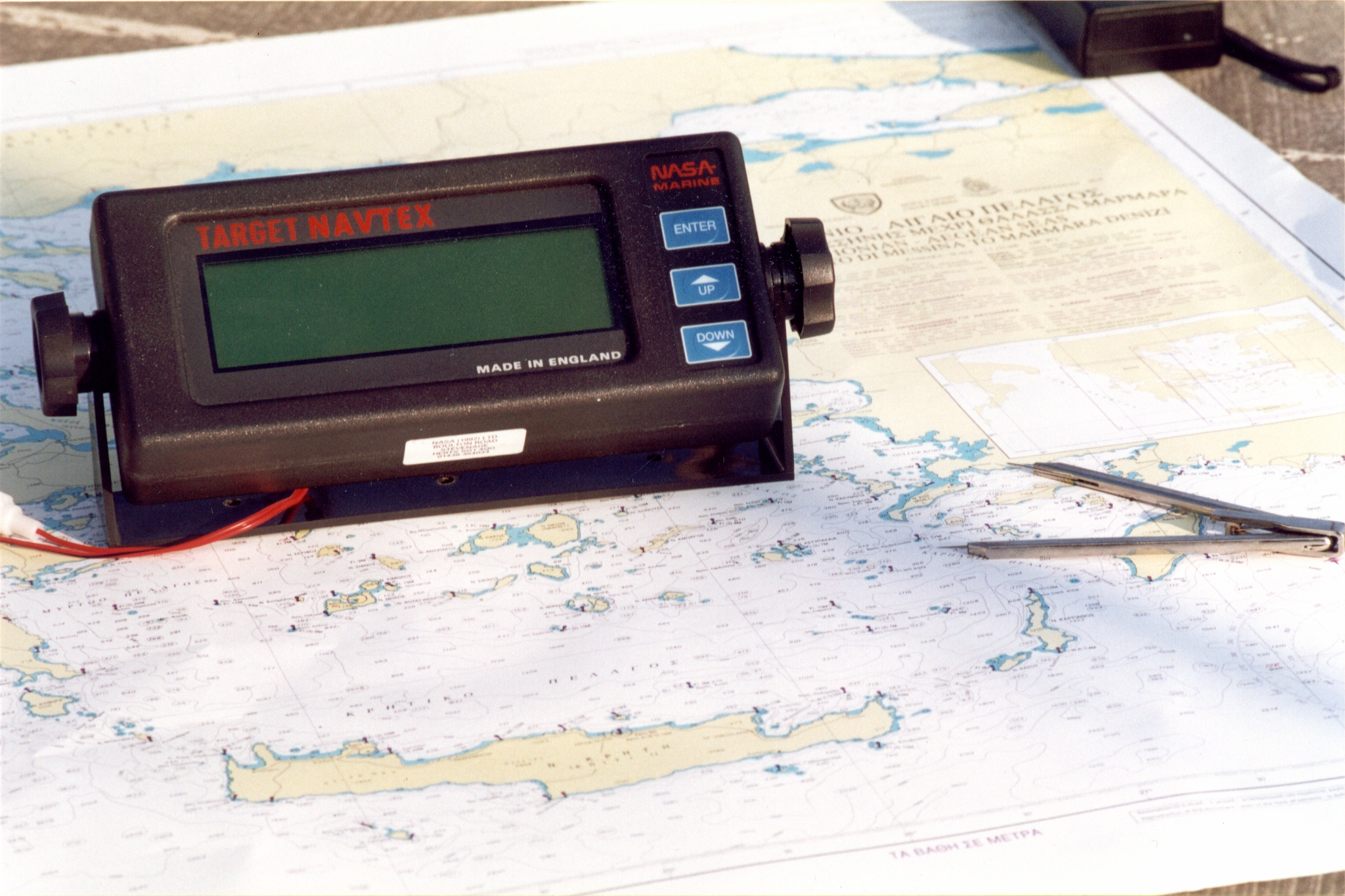
Receptor Navtex.

El Navtex, emprat a bord dels vaixells a alta mar, és un sistema automàtic d'informació marítima que empra SITOR-B ( sistema de radioteletip amb un sistema de correcció d'errors FEC ), els missatges Navtex es poden rebre fins a uns quants centenars de quilòmetres des de les estacions emissores.
El Navtex és un simple receptor de ona mitjana equipat amb una impressora en els models professionals, o una pantalla en els models econòmics. Navtex està en servei quan el vaixell està en el mar, i permet rebre informació transmesa seqüencialment per diferents estacions emissores preprogramades.
Aquests missatges inclouen butlletins meteorològics, avisos urgents als navegants i diverses alarmes en senyals de radionavegació en la freqüència 518 kHz per al sistema internacional Navtex en anglès i en la freqüència 490 kHz per al sistema NAVTEX en llengua nacional.

## Radioaficionats
Els últims anys del segle xx, alguns radioaficionats (principalment alemanys) han desplegat les seves pròpies xarxes de radiomissatgeria POCSAG a la seva banda de 70 cm. Utilitzen terminals comercials modificats per funcionar a la freqüència de ràdio amateur de 439,9875 MHz FMN, FSK 1.200 Bauds.

## Seguretat
Els cercapersones tenen certs avantatges i desavantatges de privadesa en comparació amb els telèfons mòbils. Com que un cercapersones unidireccional només és un receptor passiu (no envia informació a l'estació base), no es pot fer un seguiment de la seva ubicació; de fet això també pot ser desavantatge, ja que un missatge enviat a un cercapersones s'ha de difondre des de tots els transmissors de missatges de l'àrea de servei de la central a la qual està subscrit. Per tant, si un cercapersones té servei a escala nacional, un missatge que se li enviï pot ser interceptat per delinqüents, per agències especialitzades o per hackers, en qualsevol lloc de l'àrea de servei nacional o des del lloc del hacker.
El 17 de setembre de 2024, Israel va cometre presumptament un atac massiu contra membres de Hezbollah al Líban i Síria, que va fer detonar simultàniament els cercapersones, de la marca Gold Apollo, que usaven. Les autoritats sanitàries libaneses havien confirmat almenys nou morts i més de 3.000 ferits a conseqüència de les explosions. El líder de Hezbollah Hassan Nasrallah havia dit anteriorment als membres del grup que utilitzessin cercapersones en lloc de telèfons mòbils, afirmant que Israel s'havia infiltrat a la seva xarxa de telefonia mòbil.